# Cá nhồng vằn
Cá nhồng vằn (tên khoa học Sphyraena jello) là một loài cá trong họ Sphyraenidae.